# 11810 Preusker
11810 Preusker este o planetă minoră (asteroid) din centura de asteroizi. A fost descoperită pe 2 martie 1981 la Observatorul Siding Spring de Schelte J. Bus și a fost numită după Frank Preusker⁠(d). 
Obiectul prezintă o orbită caracterizată de o semiaxă mare de 3,0021742 UAi, o excentricitate de 0,07, o înclinație de 4,16235 ° în raport cu ecliptica.